# Mănăstirea Cașin
Mănăstirea Cașin – wieś w Rumunii, w okręgu Bacău, w gminie Mănăstirea Cașin. W 2011 roku liczyła 3362 mieszkańców.